# Isola Slityj
L'isola Slityj (in russo остров Слитый, ostrov Slityj) è un'isola russa che fa parte dell'arcipelago Severnaja Zemlja ed è bagnata dal mare di Kara.
Amministrativamente fa parte del Tajmyrskij rajon del Territorio di Krasnojarsk, nel Distretto Federale Siberiano.

## Geografia
L'isola è ubicata nella parte nord-occidentale dell'arcipelago, a ovest dalla costa sud-ovest dell'isola Komsomolets, all'ingresso della baia Klin (бухта Клин).
Slityj ha una lunghezza di 2,4 km e una larghezza di 750 m; l'isola è piatta e la sua altezza non supera i 2 m s.l.m.; sul lato sud ha due insenature. Molto vicina alla sua punta sud-est c'è l'isola Linejnyj.